# 克魯斯 (伊利諾伊州)
克魯斯（英語：Cruse）是位於美國伊利諾伊州克萊縣的一個非建制地區。該地的面積和人口皆未知。

## 地理
克魯斯的座標為38°49′18″N 88°40′40″W / 38.82167°N 88.67778°W，而該地的平均海拔高度為167米（即548英尺）。